# Salix pseudogilgiana
Salix pseudogilgiana är en videväxtart som beskrevs av Leveille. Salix pseudogilgiana ingår i släktet viden, och familjen videväxter. Inga underarter finns listade i Catalogue of Life.